# سورک (فرخ‌شهر)
سورک، روستایی در دهستان سورک بخش دستگرد شهرستان فرخ‌شهر در استان چهارمحال و بختیاری ایران است. این روستا، مرکز دهستان سورک است.

## مردم
زبان مردم این دهستان گویشی از زبان فارسی  می باشد.

## جاذبه‌های گردشگری
از جاذبه‌های زیارتی و گردشگری می‌توان به امامزاده عبدالله سورک و چشمه زاغی اشاره کرد.

## جمعیت
بر پایه سرشماری عمومی نفوس و مسکن در سال ۱۳۹۵، جمعیت این روستا برابر با ۱٬۲۰۶ نفر (۳۶۳ خانوار) بوده‌است.